# الموختابیاه
ال-موختابیاه یک منطقهٔ مسکونی در یمن است که در استان حضرموت واقع شده‌است.